# Myurella acuminata
Myurella acuminata är en bladmossart som beskrevs av Lindberg och H. Arnell 1890. Myurella acuminata ingår i släktet trindmossor, och familjen Theliaceae. Inga underarter finns listade i Catalogue of Life.